# Torymoides swaedicola
Torymoides swaedicola är en stekelart som först beskrevs av Jean-Jacques Kieffer 1910.  Torymoides swaedicola ingår i släktet Torymoides och familjen gallglanssteklar. Inga underarter finns listade i Catalogue of Life.